# Переходящие праздники
Переходя́щие пра́здники (также подви́жные, скользящие праздники) — христианские праздники, не имеющие фиксированной календарной даты, в отличие от непереходящих. Даты переходящих праздников зависят от дня празднования Пасхи (т. н. Пасхальный цикл), то есть определяются отдельно для каждого церковного года.
Привнесение церковного времяисчисления в народный (аграрный) календарь привело к тому, что в нём также появились «скользящие» праздники, даты проведения которых зависят от дня празднования Пасхи, например, Масленица, которая в церковном календаре обозначается как «сырная неделя», начинающаяся за 56 дней до Пасхи.
В названии многих переходящих праздников и памятных дат содержится слово «неделя» (церк.-сл.), которое употребляется как богослужебный термин и означает «воскресенье», «воскресный день».

## Переходящие праздники в православии
В этом разделе в хронологическом порядке перечисляются основные православные праздники и памятные даты Пасхального круга.

### Подготовительный период к Великому посту
- Неделя о Закхее-мытаре;
- Неделя о мытаре и фарисее;
- Неделя о блудном сыне;
- Мясопустная суббота;
- Неделя о Страшном Суде;
- Прощёное воскресенье, или Неделя сыропустная. Воспоминание изгнания из рая Адама и Евы. Заговенье на Великий пост.

### Великий пост
- Неделя 1-я Великого поста, Торжество православия;
- Неделя 2-я Великого поста, Память святителя Григория Паламы;
- Неделя 3-я Великого поста, Крестопоклонная — Поклонение Животворящему Кресту;
- Неделя 4-я Великого поста, Память преподобного Иоанна Лествичника;
- Суббота Акафиста;
- Неделя 5-я Великого поста, Память преподобной Марии Египетской;
- Лазарева суббота;
- Неделя 6-я Великого поста, Вход Господень в Иерусалим (Неделя ваий, Вербное воскресенье).

### Страстная седмица
- Великий понедельник. Воспоминание ветхозаветного патриарха Иосифа, а также воспоминание проклятия Иисусом бесплодной смоковницы;
- Великий вторник. Воспоминание обличения Иисусом фарисеев и книжников, притчи: кесарю кесарево, о воскресении мертвых, о Страшном суде, о десяти девах, о талантах;
- Великая среда. Воспоминание предательства Иудой Искариотом Иисуса Христа. Последний раз в этом посту совершается поминовение усопших, Литургия Преждеосвященных Даров с чтением кафизм, молитва Ефрема Сирина;
- Великий четверг. Воспоминание Тайной Вечери;
- Великая пятница. Воспоминание Святых спасительных Страстей Господа нашего Иисуса Христа. Чтение двенадцати Страстных евангелий. Царские часы. Литургии не положено — строгий пост;
- Великая суббота. Воспоминание Сошествия Христа во ад.

### Период пятидесятницы (Триоди цветной)
- Неделя 1-я — Пасха и Светлая седмица, Светлый понедельник
- Неделя 2-я по Пасхе. (Антипасха). Воспоминание уверения апостола Фомы
- Неделя 3-я по Пасхе, Память святых жён-мироносиц
- Неделя 4-я по Пасхе, о расслабленном

- Преполовение Пятидесятницы;

- Неделя 5-я по Пасхе, о Самарянке
- Неделя 6-я по Пасхе, о слепом

- Вознесение Господне;

- Неделя 7-я по Пасхе, свв. отцев Первого Вселенского Собора
- Неделя 8-я по Пасхе, День Святой Троицы так же именуется Пятидесятницей. В этот и в следующий день воспоминается сошествие Святого Духа на Апостолов;

- День Святого Духа (первый понедельник по Пятидесятнице);
- Суббота. Отдание Пятидесятницы;

- Неделя 1-я по Пятидесятнице, или Неделя Всех святых

Заговенье на Петров пост. Окончание пения Триоди цветной. Счёт Недель (воскресений) от дня Пятидесятницы начинается со следующего воскресенья после Пятидесятницы.
- Неделя 2-я по Пятидесятнице, или Неделя всех святых, в земле Российской просиявших

## Другие переходящие праздники

### Дни памяти святых
- Преподобного Шио Мгвимского (V—VI века). Четверг сырной седмицы;
- Великомученика Феодора Тирона. Суббота 1-й седмицы Великого поста;
- Праведных Иосифа Аримафейского и Никодима. Неделя 3-я по Пасхе (жён-мироносиц);
- Благоверной Тамары, царицы Грузинской (1209/1213). Неделя 3-я по Пасхе;
- Перенесение мощей мученика Авраамия Болгарского (1230). Неделя 4-я по Пасхе;
- Праведной Тавифы Иоппийской (I век). Неделя 4-я по Пасхе;
- Преподобного Додо Давидо-Гареджийского (596 г., Грузия). Среда по Вознесении Господнем;
- Преподобного Давида Гареджийского (VI—VII века, Грузия). Четверг по Вознесении Господнем;
- Преподобного Варлаама Хутынского (1192). 1-я пятница Петрова поста;
- Благоверных князей Петра и Февронии — покровителей христианского брака дополнительное празднование с 2012 года совершается в воскресенье перед памятью перенесению их мощей 6 (19) сентября 1992 года.

### Дни памяти соборов святых
- Всех преподобных отцов, в подвиге просиявших. Суббота сырной седмицы;
- Собор всех преподобных отцов Киево-Печерских. Неделя 2-я Великого поста;
- Преподобномучеников отцов Давидо-Гареджийских (XVII век, Грузия). Вторник Светлой седмицы;
- Собор преподобных отцов, на Богошественной Горе Синай подвизавшихся. Среда Светлой седмицы;
- Собор новомучеников, в Бутове пострадавших. 4-я суббота по Пасхе;
- Мучеников, в долине Ферейдан (Иран) от персов пострадавших (XVII век, Грузия). В день Вознесения Господня;
- Всех святых, в земле Российской просиявших. Неделя 2-я по Пятидесятнице;
- Всех преподобных и богоносных отцов, во Святой Горе Афонской просиявших. Неделя 2-я по Пятидесятнице;
- Собор мучеников Холмских и Подляшских. 19 мая (1 июня), если воскресный день, или 1-е воскресенье после этой даты;
- Празднование в Вологде всем преподобным отцам Вологодским. Неделя 3-я по Пятидесятнице;
- Собор Новгородских святых. Неделя 3-я по Пятидесятнице;
- Собор Белорусских святых. Неделя 3-я по Пятидесятнице;
- Собор Псковских святых. Неделя 3-я по Пятидесятнице;
- Собор Санкт-Петербургских святых. Неделя 3-я по Пятидесятнице;
- Собор преподобных отцов Псково-Печерских. Неделя 4-я по Пятидесятнице;
- Память святых отцов шести Вселенских соборов. Ближайшее воскресенье («неделя») к 16 июля (29 июля).

### Дни памяти чтимых икон Богородицы
- Кипрской иконы Божией Матери, в с. Стромынь Московской области. Неделя 1-я Великого поста;
- Иверской иконы Божией Матери. Вторник Светлой седмицы;
- Шуйской иконы Божией Матери. Вторник Светлой седмицы;
- Касперовской иконы Божией Матери. Среда Светлой седмицы;
- Иконы Божией Матери «Живоносный Источник». Пятница Светлой седмицы;
- Моздокской и Дубенской-Красногорской (XVII век) икон Божией Матери. В день Преполовения Пятидесятницы;
- Челнской и Псково-Печерской («Умиление») иконы Божией Матери. Неделя 7-я по Пасхе;
- Тупичевской и Кипрской коны Божией Матери. В День Святого Духа, понедельник;
- Икон Божией Матери Корецкой (1622) и «Споручница грешных». Четверг 1-й седмицы по Пятидесятнице;
- Икон Божией Матери «Умягчение злых сердец» и «Нерушимая Стена». Неделя Всех святых;
- Икон Божией Матери Табынской и «Знамение» Курская Коренная. 9-я пятница по Пасхе (1-я пятница Петрова поста).

## Памятные дни с подвижной датой
Некоторые праздники имеют также подвижную дату, хотя и не являются переходящими (связанными с Пасхой).
- Неделя святых праотец. Неделя (воскресный день) перед Неделей святых отец;
- Неделя святых отец. Неделя (воскресный день) перед Рождеством Христовым.
- Преподобного Пахомия Кенского (XVI век). Первая суббота после Крещения Господня;
- Преподобномучеников Неофита, Ионы, Неофита, Ионы и Парфения Липсийских. Переходящее празднование в воскресенье после 27 июня (10 июля);
- Преподобных Тихона, Василия и Никона Соколовских (XVI век). Переходящее празднование в 1-е воскресенье после 29 июня (12 июля);
- Святителя Арсения, епископа Тверского. Переходящее празднование в 1-е воскресенье после 29 июня (12 июля);
- Собор святых новомучеников и исповедников Церкви Русской. 25 января (7 февраля), если воскресный день, или ближайший воскресный день к этой дате;
- Собор святых Пермской митрополии. Первое воскресенье после 29 января (11 февраля) — дня памяти Пермских святителей Герасима, Питирима и Ионы;
- Собор Тверских святых. 1-е воскресенье после 29 июня (12 июля);
- Память святых отцов седьмого Вселенского Собора. 11 (24) октября, если воскресный день, или в ближайшее воскресенье;
- Коробейниковской-Казанской иконы Божией Матери. 1-е воскресенье после 18 июня (1 июля);
- Собор Смоленских святых — воскресенье перед 10 августа;
- Суббота и Неделя перед Воздвижением, ежегодно празднуемым 14 (27) сентября, а также Суббота и Неделя по Воздвижении;
- Покровская суббота — день поминовения усопших, родительская суббота перед днём Покрова, приходящимся на 1 (14) октября;
- Дмитриевская суббота — день всеобщего поминовения усопших, родительская суббота. Совершается ежегодно в субботу перед днём памяти великомученика Димитрия Солунского, приходящимся на 26 октября (8 ноября).

## Славянские традиции
Приуроченность дохристианских обычаев к церковным привела к тому, что в праздники народ соблюдал как новые церковные обряды, так и свои старые народные. Особенно ярко это видно на следующих праздниках:
- Пёстрая неделя
- Масленица[27]
- Мясопуст
- Пепельная среда в славянской традиции
- Фёдорова неделя
- Средокрестная неделя
- Вербная неделя
- Страстная неделя
- Пасха, или Велик день[27]
- Светлая неделя
- Радоницкая неделя
- Радоница
- День Жён-мироносиц
- Преполовение
- Вознесеньев день
- Зелёные Святки
- Семик
- Троицкая суббота
- Русальная неделя
- Троицын день[27]
- Духов день
- День воды
- Петровское заговенье
- Праздник Божьего Тела в славянской традиции